# Peter Schmidt (Handballspieler)
Peter Schmidt (geboren am 21. Mai 1970 in Brandenburg an der Havel) ist ein ehemaliger deutscher Handballspieler auf der Kreisläuferposition.

## Vereinsmannschaften
Er spielte von 1980 bis 1983 beim SV 63 Brandenburg-West, besuchte anschließend bis 1986 die Kinder- und Jugendsportschule in Berlin. In Berlin spielte er von 1986 bis 1989 in der Jugendoberliga Berlin, von 1989 bis 1990 in der 2. Liga, von 1990 bis 1992 in der Oberliga und anschließend in der zweigleisigen Handball-Bundesliga für Frankfurt/O. Von 1992 bis 1998 war er beim SC Empor Rostock in der 1. und 2. Handball-Bundesliga aktiv, von 1998 bis 2001 beim Stralsunder HV in der 2. Bundesliga. Von hier wechselte er 2001 zum HSV Blau Weiß Insel Usedom, für den er bis 2006 in der Regionalliga und der 2. Bundesliga spielte. Ab November 2006 bis zu seinem verletzungsbedingtes Karriereende 2007 war er anschließend beim HC Empor Rostock aktiv.

## Nationalmannschaft
Peter Schmidt hat in der Jugend- und Juniorennationalmannschaft der DDR 29 Länderspiele bestritten. Er nahm an den Jugendwettkämpfen der Freundschaft 1988 mit der DDR-Jugendnationalmannschaft in Pjöngjang und 1989 in Leningrad (3. Platz) teil. Zudem gewann er im Partille Cup 1990 mit der DDR-Juniorennationalmannschaft.